# Russula gigasperma
Russula gigasperma är en svampart som beskrevs av Romagn. 1962. Russula gigasperma ingår i släktet kremlor och familjen kremlor och riskor.   Inga underarter finns listade i Catalogue of Life.